# Вахенбург
Вахенбург — дом студенческих корпораций Германии на горе Вахенберг над городом Вайнхайм в немецкой федеральной земле Баден-Вюртемберг. Построен в начале XX в. в виде романского замка по заказу Вайнхаймского объединения взрослых членов немецких студенческих корпораций (нем. Weinheimer Senioren-Convent).

## Исторический очерк
В конце XIX в., на общем фоне подъёма национальных чувств, первоначально возникла идея возведения памятника погибшим в Франко-прусской войне 1870—1871 гг. членам Объединения корпораций. Впоследствии последовало также предложение о создании места для проведения ежегодных собраний Объединения. Для реализации проекта в 1896 г. была выбрана руина замка Виндек; однако незадолго до начала работ баденский герцог продал Виндек графу фон Беркхайм, который запретил всякое новое строительство.
Тогда выбор пал на соседнюю гору Вахенберг, на которой — по согласованию с бургомистром Вайнхайма — предполагалось построить смотровую башню и защищающую от непогоды хижину. В результате переговоров между Объединением студенческих корпораций, Вайнхаймом и общиной Лёйтерсхаухен (сегодня — часть общины Хиршберг (Бергштрассе)) был заключён договор аренды сроком на 99 лет, с возможностью пролонгации на следующие 99 лет.
В 1906 г., после проведения конкурса, был выбран проект Артура Винкоопа, предложившего возведение здания в несколько этапов. В начале 1907 г. было получено разрешение на строительные работы, и 16 мая 1907 г. был установлен закладной камень для будущих зала славы и площади для проведения торжественных мероприятий. Освящение бергфрида состоялось 31 мая 1908 г. С завершением работ в главном здании (палас) в мае 1913 г. Вахенбург был сдан в эксплуатацию; так называемый Лисий подвал (нем.Fuchskeller; своего рода игра слов, так как «фукс» обозначает также новичка в корпорации), однако, остался незавершённым.
В 1928 г. в Вахенбурге было проведено электричество, и в период с 1929 по 1934 гг. построена подъездная дорога.
После роспуска Объединения в 1938 г. и вплоть до возобновления его деятельности в 1950 г., Вахенбург находился в собственности города Вайнхайм.
В 1949 г. в Вахенбурге был основан Союз европейской молодёжи (сегодня — Молодые европейские федералисты, молодёжная организация Союза европейских федералистов). В послевоенной Германии проект европейской федерализации считался одной из возможностей более справедливого политического устройства; и Союз европейской молодёжи пытался посредством ярких акций привлечь внимание к теме, и с другой стороны — дистанцироваться от материнской организации.
В 1963 г. по планам Вильгельма Готсаунера (нем. Wilhelm Gottsauner) был расширен Зал славы, размещающий памятные доски с именами погибших в обоих мировых войнах.
В 1965 г. Объединение членов студенческих корпораций выкупило Вахенбург у общины Лёйтерсхаузен в собственность (Вайнхайм вышел из договора уже в 1956 г).

## Современное использование
Вахенбург и по сей день используется для проведения ежегодных собраний Объединения членов студенческих корпораций, проходящих в дни празднования Вознесения. Главное здание, как правило, открыто только для членов Объединения; для общественности несколько раз в году организуются экскурсии. Замковый двор, ресторан и смотровая башня доступны для свободного посещения.